# Melocalamus elevatissimus
Melocalamus elevatissimus är en gräsart som beskrevs av Chi Ju Hsueh och Tong Pei Yi. Melocalamus elevatissimus ingår i släktet Melocalamus och familjen gräs. Inga underarter finns listade i Catalogue of Life.